# Касамська кераміка

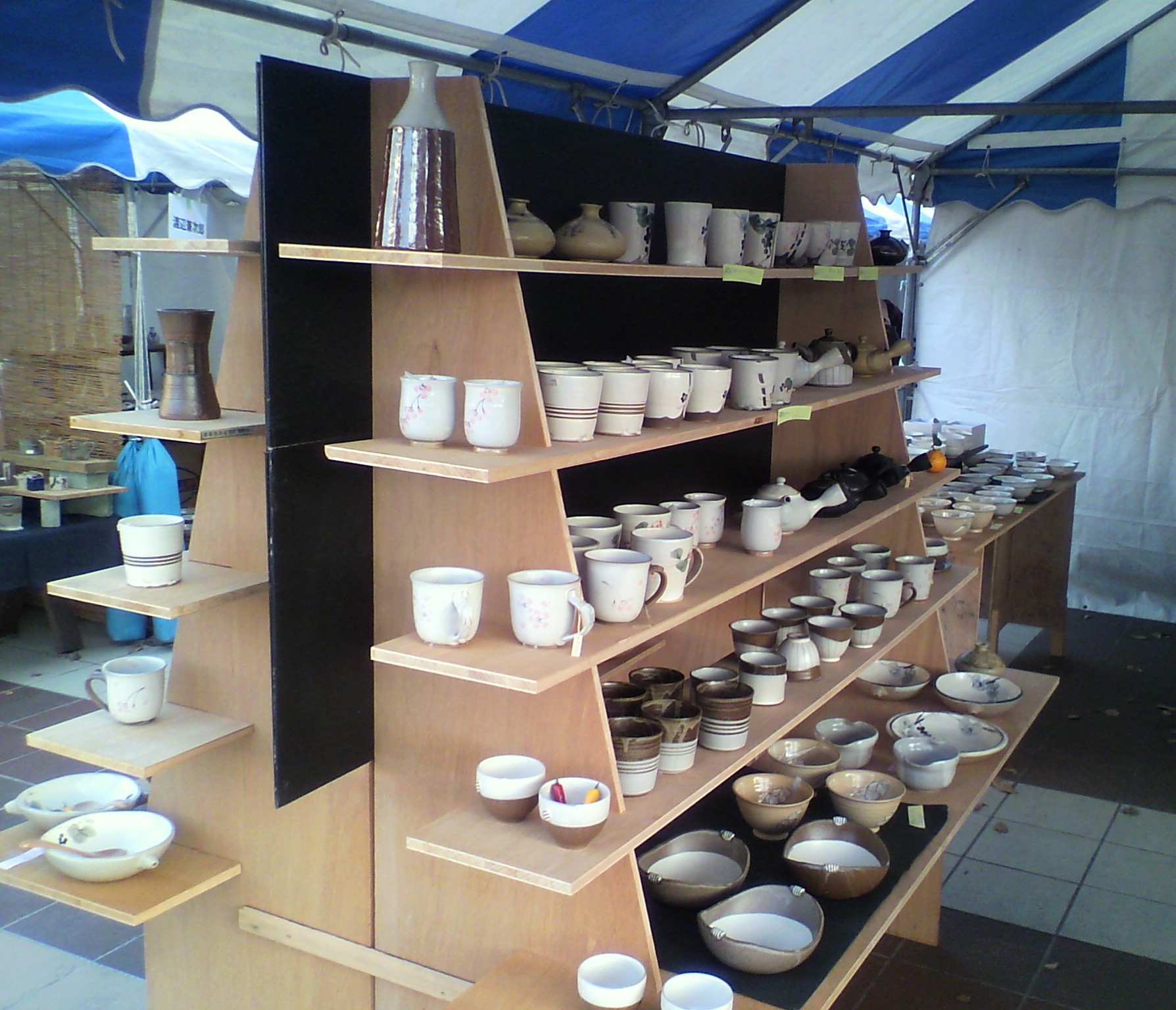
Касамська кераміка

Каса́мська кера́міка (яп. 笠間焼, かさまやき, МФА: [kasama jakʲi]) — різновид порцелянової кераміки в Японії. Виготовляється з 1770 року в місті Касама префектури Ібаракі. До середини 19 століття перебувала під патронатом володарів уділу Касама-хан. Основними виробами був повсякденний посуд. Масштаби виробництва зросли після реставрації Мейдзі. На кінець 20 століття виготовленням кераміки займалося близько 300 майстрів.